# Teatro Sociale de Bellinzona
El Teatro Social de Bellinzona (en italiano: Teatro Sociale di Bellinzona o simplemente Teatro social; Teatro sociale) se encuentra en la plaza central del Gobierno de la capital del cantón de Tesino, fue construido entre 1846 y 1847 por el ingeniero Von Mentlen, de acuerdo a los planes y directrices del Milanés Giacomo Moraglia, uno de los arquitectos lombardos neoclásicos de la primera mitad del siglo XIX. Fue inaugurado el 6 de diciembre de 1847.
La estructura cumple con la tipología clásica de teatro a la italiana. En 1950 se transformó en una sala de cine, fue cerrado en 1970 y permaneció abandonado hasta que los trabajos de recuperación de los noventa.
En general, entonces, el edificio ha conservado su aspecto original, con el fin de constituir, en Suiza, un raro ejemplo de la ópera del siglo XIX, todavía en actividad.